# Tarcisio Navarrete
Ricardo Tarcisio Navarrete Montes de Oca (Ciudad de México, 29 de julio de 1954) es un político y diplomático mexicano, es miembro del Partido Acción Nacional, por el cual ha ocupado los cargos de diputado federal. Ha sido designado embajador de México en Honduras, sujeto a la ratificación por el Senado de la República.
Tarcisio Navarrete es licenciado en Derecho por la Universidad del Valle de México y tiene un doctorado en Derecho por la Universidad Complutense de Madrid. Fue diputado federal por el principio de representación proporcional a la LVIII Legislatura de 2000 a 2003, en donde fue secretario de la Comisión de Relaciones Exteriores y miembro de la Comisión de Reglamentos y Prácticas Parlamentarias. Posteriormente se desempeñó como representante alterno de México ante la Organización de Estados Americanos con sede en Washington D. C. y en 2007 el presidente Felipe Calderón Hinojosa lo nombró Embajador de México en Honduras.